# Ernesto Franceschi (bobbista)
Ernesto Franceschi (Cortina d'Ampezzo, 16 marzo 1912 – Cortina d'Ampezzo, 21 febbraio 1943) è stato un bobbista italiano, atleta ampezzano attivo negli anni trenta.
Ernesto nasce a Cortina d'Ampezzo quando questa faceva parte dall'Impero Austro-ungarico, ma nel 1918, in seguito alla fine della prima guerra mondiale, Cortina passa al Regno d'Italia.

## Carriera agonistica

### Nazionale
Franceschi nel 1936 partecipa alle Olimpiadi di Garmisch-Partenkirchen nel bob a quattro con Francesco De Zanna, Uberto Gillarduzzi e Amedeo Angeli con l'equipaggio Italia 2. Benché nella prima discesa di qualificazioni ottennero un discreto 5º posto con il tempo di 1:23.02, contro i 1:20.73 della Germania 1, primi per quella discesa, non terminarono né la seconda gara di qualificazione né quella finale.
Con la nazionale prese poi parte ad altri tre campionati mondiali:
- 1938 Sankt Moritz  Svizzera bob a due
- 1938 Garmisch-Partenkirchen  Germania bob a quattro
- 1939 Cortina d'Ampezzo  Italia bob a quattro

### Campionati italiani
Ernesto partecipa ai campionati italiani di bob, conquistando sei medaglie doro:
- 1933  nel bob a quattro con Francesco De Zanna, Amedeo Angeli e Andrea Gorla
- 1934  nel bob a quattro con Francesco De Zanna, Amedeo Angeli e Andrea Gorla
- 1935  nel bob a due con Uberto Gillarduzzi
- 1938  nel bob a quattro con Francesco De Zanna, Amedeo Angeli e Andrea Gorla
- 1939  nel bob a quattro con Francesco De Zanna, Amedeo Angeli e Andrea Gorla
- 1940  nel bob a due con Uberto Gillarduzzi

## Morte
Nel 1943 Ernesto muore tragicamente all'età di 30 anni cadendo con gli sci tra Pocol e il centro di Cortina d'Ampezzo.